# Nelly Diener
Nelly Hedwig Diener, född den 5 februari 1912 i Muri, Schweiz, död den 27 juli 1934 nära Tuttlingen, Tyskland, var en schweizisk flygvärdinna, tillika den första kvinnliga flygvärdinnan i Europa.
Diener började arbeta som flygvärdinna för Swissair den 1 maj 1934 och blev snabbt känd som Luftens ängel (tyska: Engel der Lüfte). Diener omkom i en flygolycka knappt tre månader senare då ett Swissair-flygplan kraschade i närheten av Tuttlingen i södra Tyskland. Förutom Diener förolyckades två andra besättningsmedlemmar och nio passagerare i olyckan.